# 摩科瑞
摩科瑞能源集团有限公司（Mercuria Energy Group Ltd）是一家在塞浦路斯注册的跨国商品贸易公司，活跃于全球能源市场的各個领域，這些領域有原油和精炼石油产品、天然气（包括液化天然气）、电力、煤炭、生物柴油、碳排放、卑金屬和农产品。2014年，该公司收购了J.P.摩根的大宗商品交易部门。